# Lili Berger
Pour les articles homonymes, voir Berger (homonymie).
Lili Berger (née Estera List le 30 décembre 1908 à Małkinia Górna et morte le 27 novembre 1996 à Paris 20e) est une écrivaine, résistante antifasciste et critique de langue d'expression yiddish.

## Biographie
Élevée au sein d'une famille juive orthodoxe, Lili Berger bénéficie d'une éducation en langue hébraïque pendant trois ans puis poursuit une éducation laïque dans un lycée polonais de Varsovie. En 1933, elle déménage à Bruxelles et y fait des études de pédagogie. Trois ans plus tard, elle rejoint la communauté juive de Paris et se marie avec Louis Gronowski, figure importante de la section juive du Parti communiste français. Durant les années 1930, elle travaille pour plusieurs journaux en langue yiddish. Pendant la Seconde Guerre mondiale, elle participe activement à la Résistance contre l'occupation allemande.
En 1949, Lili Berger rentre en Pologne et s'installe à Varsovie. Néanmoins, à la suite des événements de 1968 et face à la campagne antisémite du gouvernement de Gomułka, elle quitte le pays pour se réinstaller en France où elle développera une féconde activité littéraire en langue yiddish jusqu’à sa mort.

## Sélection d'œuvres
- Ekhos fun a vaytn nekhtn (« Echos d'un temps lointain »), Tel Aviv: Yisroel bukh, 1986.
- Eseyn un skitsn (« Essais et esquisses »), Varsovie: Yidish bukh, 1965.
- Fun haynt un nekhtn (« D'aujourd'hui et hier »), Varsovie: Yidish bukh, 1965.
- Fun vayt un noent (« De loin et de près »), Paris: L. Berger, 1978.
- Geshtaltn un pasirungen (« Personnages et événements »), Paris: L. Berger, 1991.
- In gang fun tsayt (« Dans le cours du temps »), Paris: Berger, 1976.
- In loyf fun tsayt (« Dans le passage du temps »). Paris: Berger, 1988.
- Nisht farendikte bletlekh (« Pages inconclues ») , Tel Aviv: Yisroel bukh, 1982.
- Nokhn Mabl (« Après le Déluge »), Varsovie: Yidish bukh, 1967.
- Oyf di khvalyes fun goyrl (« Sur les vagues du destin »), Paris: L. Berger, 1986.
- Opgerisene tsvaygn (« Branches cassées »), Paris: L. Berger, 1970.

## Archives
Les archives personnelles de Lili Berger sont conservées à la Maison de la culture yiddish à Paris.